# Témoins sous contrôle
Pour plus de détails, voir Fiche technique et Distribution.
Témoins sous contrôle (Witness Protection) est un téléfilm américain réalisé par Richard Pearce en 1999.

## Synopsis
La carrière criminelle de Bobby Batton prend fin subitement : il doit fuir avec sa famille, poursuivit par le Syndicat du crime qui l'accuse d'avoir truqué sa comptabilité à son profit... Il n'a d'autre choix que d'accepter de témoigner contre ses anciens partenaires et intègre, avec sa famille, le programme fédéral de protection des témoins. Il part alors avec sa femme Sandy, son fils Sean et sa petite fille Suzie dans un endroit ultra-sécurisé où, avec l'aide du marshal fédéral Steven Beck, ils vont devoir apprendre à simuler leurs nouvelles identités afin de prendre un nouveau départ à Seattle. Chacun va devoir changer de peau et renoncer définitivement au cours de sa vie et à une partie de lui-même. Mais on ne devient pas une nouvelle famille du jour au lendemain et quitter leur vie d'avant ne s'avère pas si facile. Les liens lâches qui les liaient vont-ils céder, où saisiront-ils la chance qui leur est donnée ?

## Fiche technique
- Titre : Témoin sous contrôle
- Réalisation : Richard Pearce
- Scénario : Robert Sabbag et Daniel Therriault
- Production : Howard Meltzer
- Photo : Fred Murphy
- Montage : Lisa Fruchtman
- Durée : 105 min
- Format : 1,33:1, couleur
- Son : Stéreo
- Pays de production : États-Unis
- Date de sortie :
  - États-Unis : 11 décembre 1999
- Interdit aux moins de 10 ans
- Genre : drame, thriller

## Distribution
- Tom Sizemore (V.F. : Jean-Jacques Nervest) : Bobby Batton
- Mary Elizabeth Mastrantonio : Cindy Batton
- Forest Whitaker (V.F. : Jean-Michel Martial) : Steven Beck
- Shawn Hatosy (V.F. : Pascal Grull) : Sean Batton
- Skye McCole Bartusiak : Suzie Batton
- William Sadler : Sharp
- Joanna Merlin : la mère de Cindy